# Motelomama
Motelomama is een geslacht van uitgestorven pleurodire schildpadden dat werd ontdekt in de Salina Group uit het Ypresien in de buurt van Negritos, Peru. 

## Naamgeving
Het geslacht bestaat uitsluitend uit de soort Motelomama olssoni. Het geslacht is in 2018 benoemd door Adán Pérez-Garcia. De geslachtsnaam is afgeleid van Motelo Mama, de reuzenschildpad uit de mythologie van het Amazonegebied. De soortaanduiding eert de geoloog Axel A. Olsson die werkte voor de International Petroleum Company en het fossiel in de jaren twintig van de twintigste eeuw aan het Field Museum of Natural History schonk.
Het holotype van Motelomama, CNHM P14172, werd in 1927 tweeëndertig kilometer ten noordoosten van Negritos, Peru ontdekt door Oscar Haught toen hij naar olie boorde. Het bestaat uit een gedeeltelijk pantser dat deel uitmaakte van een zandsteenknol, oorspronkelijk beschreven als Podocnemis olssoni door Karl Patterson Schmidt in 1931. In 1947 werd het door Rainer Zangerl in het geslacht Taphrosphys geplaatst.

## Beschrijving
Het schild is ongeveer zevenentwintig centimeter lang.
Er werden drie autapomorfieën vastgesteld, unieke afgeleide eigenschappen. De voorste lob van het plastron is afgerond. De anale inkeping is even breed als lang. De keelplaten zijn zeer kort, ver van het entoplastron gelegen.

## Fylogenie
Motelomama werd in de Taphrosphyina geplaatst.